# Argyrīs Theodōropoulos
Argyrīs Theodōropoulos (in greco Αργύρης Θεοδωρόπουλος?; Atene, 13 gennaio 1981) è un pallanuotista greco, militante nella nazionale di pallanuoto greca.